# بکلن
بکلن (به آلمانی: Beckeln) یک شهر در آلمان است که در اولدنبورگ واقع شده‌است. بکلن ۸۵۰ نفر جمعیت دارد.